# Муза, вдохновляющая поэта
«Муза, вдохновляющая поэта» (фр. La muse inspirant le poète, или «Поэт и муза») — портрет французского поэта Гийома Аполлинера и его возлюбленной художницы Мари Лорансен, созданный французским художником-примитивистом Анри Руссо в 1909 году. Некоторое время она принадлежала Полю Розенбергу, а сейчас находится в Базельском художественном музее.
Руссо познакомился с Аполлинером в 1907 году. На аллегорической картине «Муза, вдохновляющая поэта» Аполлинер предстаёт в шаржированном виде на фоне буйной зелёной растительности воображаемых тропических джунглей. В руках у него атрибуты поэтического мастерства — перо и свиток бумаги. Мари Лорансен в роли музы, одетой в античный пеплос, осеняет поэта жестом правой руки. Цветы на переднем плане, по замыслу автора, должны символизировать бессмертную душу поэта. Название этой картине дал сам художник.
В письме Аполлинеру Руссо писал: «Я всегда с нетерпением жду Вашу музу. Хотелось бы, чтобы она ещё раз пришла позировать». Тяжёлое материальное положение художника заставило его просить у Аполлинера аванс: «Надеюсь, что Вы не откажетесь дать мне немного денег в качестве аванса за работу над Вашим портретом. Многие спрашивали у меня, за сколько я его продал, я отвечал, что за 300 франков, и они находили, что это недорого; правда, это было по-дружески… Мне сейчас очень нужны деньги, сегодня на ужин у меня осталось всего 15 су».
Другая версия картины, немного отличающаяся от первой, выставлена в 21-м зале на третьем этаже Государственного музея изобразительных искусств имени А. С. Пушкина в Москве.
В 2021 году наследники Шарлотты фон Весделен, вдовы еврейского коллекционера Поля фон Мендельсона-Бартольди, обратились в Базельский художественный музей с просьбой о реституции произведения. Музей приобрел ее в 1940 году через швейцарского арт-дилера Кристофа Бернулли.